# 黄光鳃鱼
黄光鳃鱼（学名：Chromis xanthochira）为輻鰭魚綱鱸形目雀鲷科光鳃鱼属的鱼类，俗名黄腋光鳃雀鲷。分布于中西太平洋區，包括台湾南部、印尼、菲律賓、帛琉、關島、巴布亞新幾內亞、索羅門群島與澳洲大堡礁等海域，一般栖息于10-48米之礁石斜面旁，體長可達14公分，棲息在外海礁坡，以浮游生物為食，生活習性不明。该物种的模式产地在Banda群岛。